# 孟科
孟科，是缅甸掸邦孟萨县孟萨镇区下辖的一个镇。